# 1944年12月29日月食
1944年12月29日月食为一次在协调世界时1944年12月29日出現的半影月食。該次月食半影食分為1.048、全影食分為-0.013。

## 概述
這次月食的食分是6.57。

## 基本參數
- 類型：半影月食
- 食甚資料：
  - 日期：1944年12月29日
  - 時間：14:49
  - 月球位置：赤經6.57度、赤緯22.2度
  - 食分：半影食分：1.048、全影食分：-0.013

## 外部連結
- NASA月食專頁（页面存档备份，存于）（英文）